# 道の駅大栄
道の駅大栄（みちのえき だいえい）は、鳥取県東伯郡北栄町由良宿にある国道9号の道の駅である。道の駅 全国登録第一号。

## 施設
- 駐車場：149台
  - 普通車：131台
  - 大型車：17台
  - 身障者用：4台
- トイレ
  - 男：大 3器（洋式のみ）・小 7器
  - 女：8器（洋式のみ）
  - 身障者用：1器（オストメイト対応）
- 公衆電話：2台
- レストラン「レスト in だいば」（9:00 - 17:30（平日）、8:30 - 18:40（土日祝））
- 喫茶店（8:30 - 17:30）
- 売店（9:30 - 17:00）
- 農産物販売所「お台場いちば」
- 休憩所 (24H)
- 公園
- 情報コーナー（8:30 - 18:00）
- 郵便ポスト（倉吉郵便局）

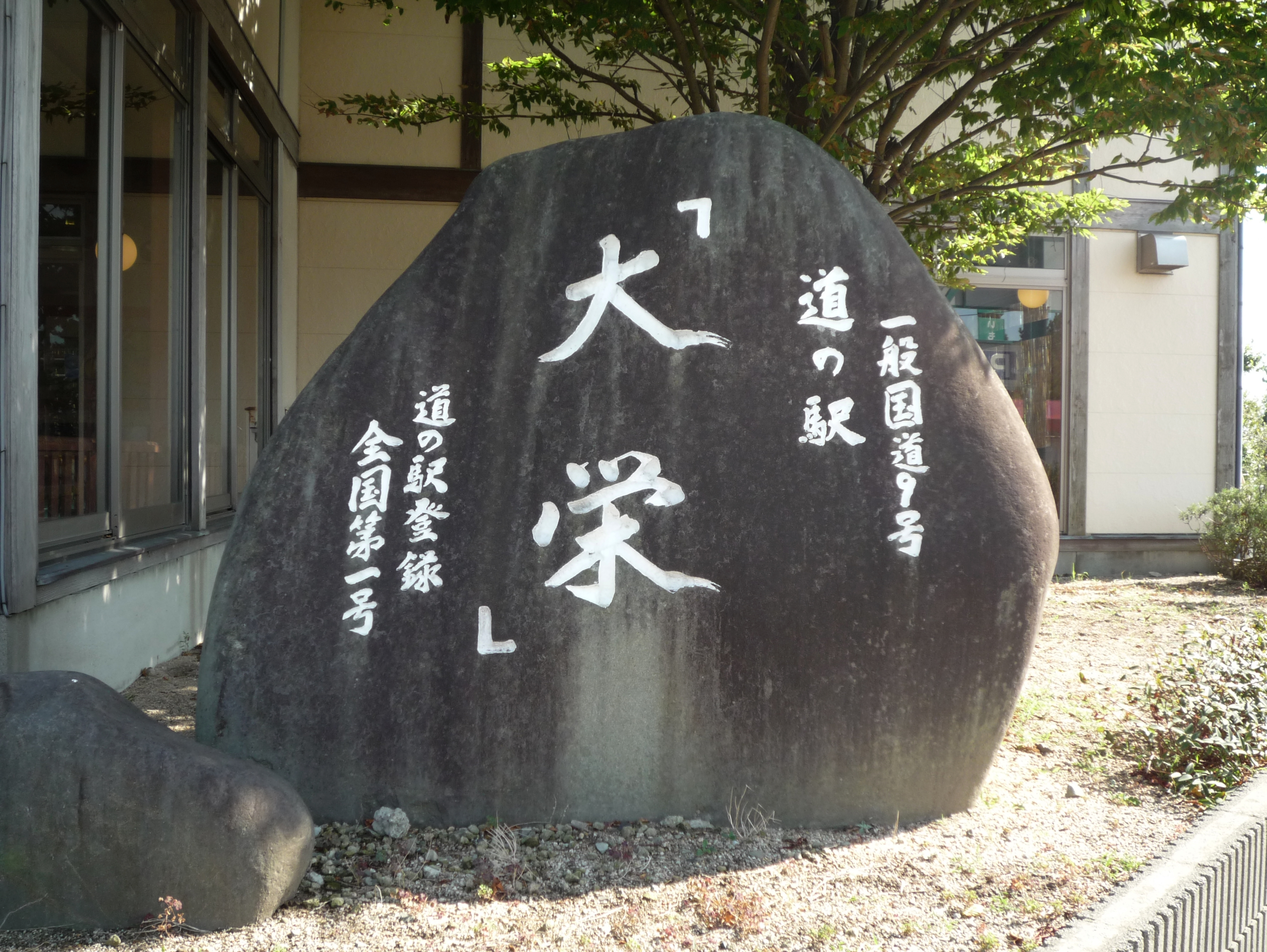
「道の駅登録全国第一号」と記されている石碑
敷地内に設置されている江戸川コナンのブロンズ像

## 休館日
- 毎週月曜日

## アクセス
- 国道9号 - 登録路線
- 鳥取県道23号倉吉由良線・鳥取県道167号由良停車場線（コナン通り）
- 鳥取県道503号赤碕東郷自転車道線（鳥取県中部海岸自転車道）：予定

## 周辺

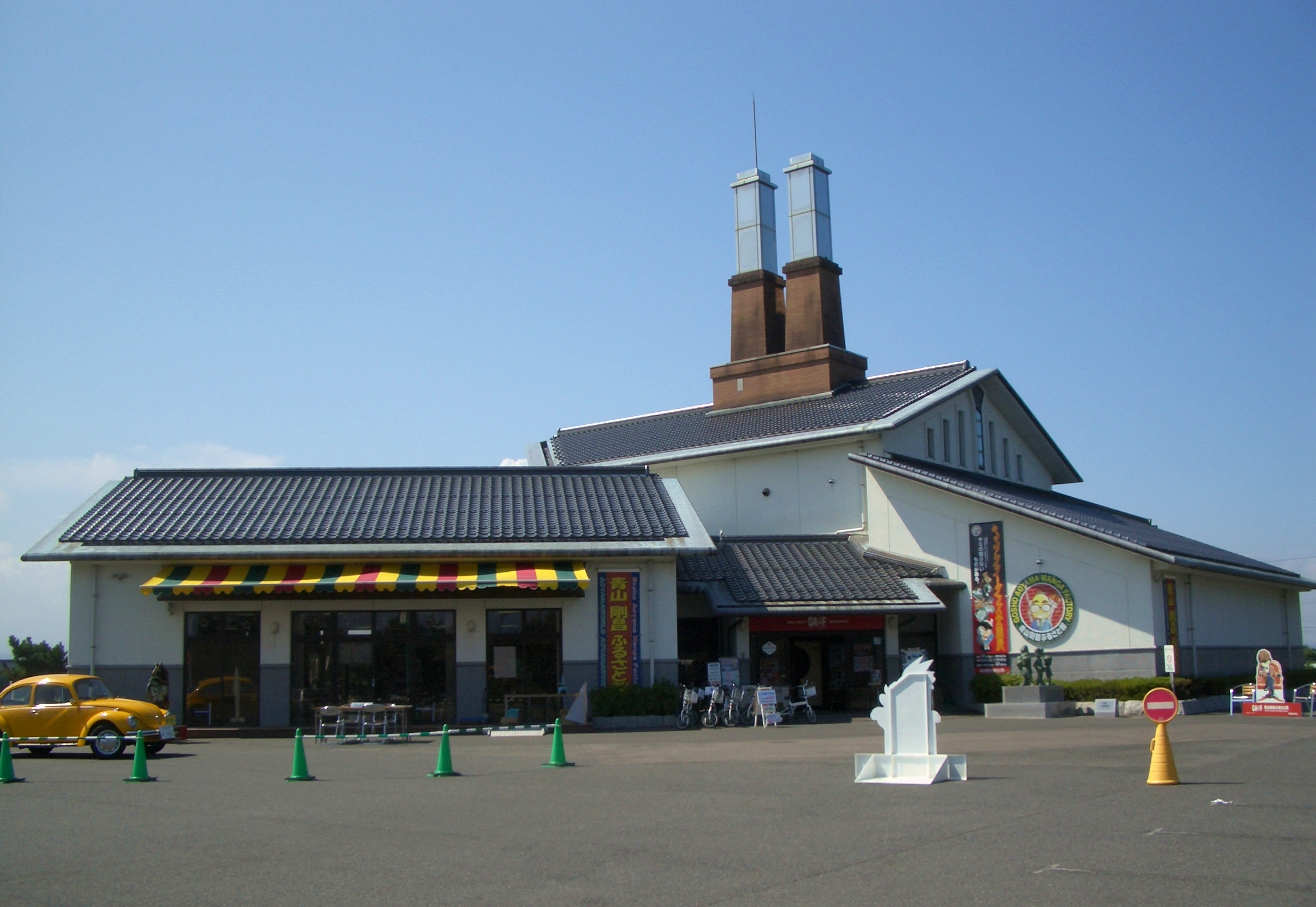
青山剛昌ふるさと館

- 青山剛昌ふるさと館（当駅の南に隣接）
- 由良お台場跡 - 国の史跡
- お台場公園
  - お台場公園キャンプ場